# Hrvoje Ostojić
Hrvoje Ostojić (Sarajevo, 9. listopada 1909. − Johannesburg, 16. srpnja 1989.), hrvatski domovinski i iseljenički književnik iz BiH.

## Životopis
Rodio se je u Sarajevu u obitelji Hrvata podrijetlom iz Povalja na otoku Braču. U rodnom je gradu završio pučku školu. Još u đačkim danima pisao je pjesme. U Zagrebu je završio gimnaziju i Trgovačku akademiju. Objavio je je pjesme, priče i novele u listovima i časopisima kao što su bili Mladost, Svijet, Omladina, Novo doba, Venac i još ponegdje. U Južnu Afriku je odselio 1934. godine. Do prije drugoga svjetskog rata redovito se javljao javljao u zagrebačkom Svijetu u rubrici naslova Pismo iz Južne Afrike - Priče iz 'zlatnoga' grada sa svojim pripovijestima. Do kraja života je ostao u Južnoj Africi. Oženio se je 1947. Slovenkom Sašom Ražem. Supokretač je dvomjesečnika iz Johannesburga na hrvatskom Malih novina za J. Afriku i Rodeziju 1950. godine. Uređivao je list, a izlazio je dvije godine. Umro je u Johannesburgu 16. srpnja 1989.

## Djela
Još prije drugoga svjetskog rata objavio je više desetaka pjesama, priča i novela. Poslije rata jedan je napisao primjerak pisaćim strojem bez hrvatskih slova zbirku pjesama. Druge dvije zbirke pjesama je objavio u Johannesburgu.:
- Krugovi (pjesme), 1960.  

- Olovni oblaci (pjesme), 1971.

## Nagrade i priznanja
- Šimun Šito Ćorić uvrstio ga je u svoju antologiju 60 hrvatskih emigrantskih pisaca.[1]